# Held

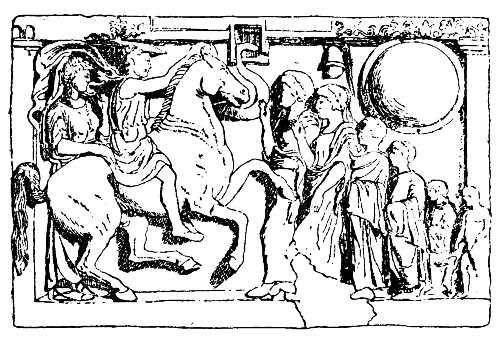
de aanbidding van een held, afbeelding uit het Nordisk familjebok, na een reliëf van 400 v.Chr.

Een held (mannelijk) of heldin (vrouwelijk) is een bestaand, fictief of historisch persoon die, wanneer geconfronteerd met gevaar en rampspoed of vanuit een zwakke positie, moed en de bereidheid tot zelfopoffering betoont voor een grotere zaak. Aanvankelijk had dit heldendom vaak te maken met strijd of het uitblinken in iets, maar later werd dit uitgebreid tot een meer algemeen moreel uitblinken.
Verhalen van heldenmoed kunnen dienen als morele voorbeelden. In de klassieke oudheid speelden heldencultussen met de verering van vergoddelijkte helden zoals Herakles, Perseus, Kadmos en Achilles een belangrijke rol in de Oud-Griekse religie. Heersers en politici hebben zowel in de oudheid als in de hedendaagse wereld de verering van helden ingezet voor hun eigen apotheose (persoonsverheerlijking).

## De helden
Oorspronkelijk is een held een moedige figuur die in (religieuze) mythes, sagen of legendes grootse daden verricht. Het woord is verwant aan het Welshe caled, wat gehard betekent.
Vaak zijn zulke helden van (half)goddelijke oorsprong en gaan hun daden de menselijke vermogens ver te boven, zoals bij de Griekse heroi, of bij twintigste-eeuwse superhelden als Superman en Spider-Man.

## De nationale held
"Held" geldt daarnaast als een eretitel voor personen die om aardse daden worden bewonderd. Vooral vanaf de negentiende eeuw, met de opkomst van het nationalisme, werd het vereren van dergelijke helden nadrukkelijk bevorderd. Wie voor de zelfstandigheid van het volk had geijverd was een "nationale held" of volksheld, wat zijn weerslag vond in de vorm van standbeelden en een hoofdrol tijdens de lessen "vaderlandse geschiedenis". Als een "sportheld" een prestatie verrichtte werd iedereen die tot hetzelfde volk behoorde aangemoedigd om dat als zijn persoonlijke overwinning te vieren. Voorbeelden van volkshelden verschillen van land tot land en van periode tot periode. Voor een lijst met voorbeelden, zie: volksheld.

## De socialistische helden

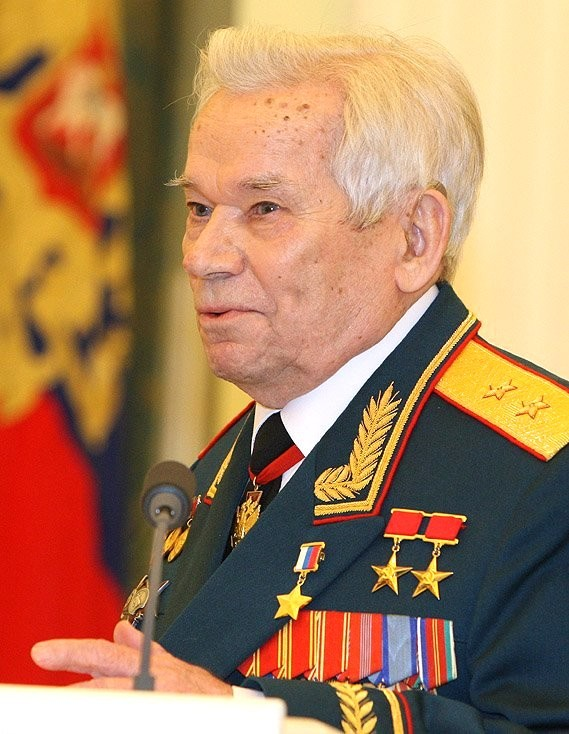
Michail Kalasjnikov, tweemaal "Held van de Socialistische Arbeid" en ook "Held van de Russische Federatie"

In 1934 voerde de Sovjet-Unie de titel "Held van de Sovjet-Unie" in. De titel werd ook daadwerkelijk gebruikt, in krantenartikelen in de Sovjet pers werd de aanduiding vaak samen met iemands naam genoemd. De titel bezat dan ook veel prestige. Deze helden droegen een gladde Gouden Ster aan een klein rood lint op het revers van hun jas. In 1939 volgde de titel "Held van de Socialistische Arbeid", ook deze helden kregen een gouden ster, nu met hamer en sikkel. 
Na de Tweede Wereldoorlog voerde men de zogenaamde socialistische orden in, meestal waren dat sterren en tal van landen voerden ook de titel "Held van ....." in. Daaraan was steeds een door het Russische voorbeeld geïnspireerde ster aan een kort stukje lint verbonden.
Het heldendom betekende niet altijd moedig gedrag, het kon ook "heroïsche arbeid" zijn. Hard werken om een meerjarenplan te realiseren of het uitvinden van nieuwe wapens en vliegtuigen.
- Held van de Sovjet-Unie
- Held van de Socialistische Arbeid
- Held van de Russische Federatie
- Held van Oekraïne
- Held van de Koreaanse Democratische Volksrepubliek
- Held van de Mongoolse Volksrepubliek
- Held van Wit-Rusland
- Held van de Volksrepubliek Bulgarije
- Held van de Socialistische Arbeid (Bulgarije)
- Gouden Ster van een Held van de CSSR
- Gouden Ster van een Held van de Socialistische Arbeid van de (CSSR)
- Orde van de Nationale Held (Joegoslavië)
- Moeder-Heldin (Bulgarije)
- Held van de Roemeense Volksrepubliek
- Held van de Duitse Democratische Republiek
- Held van de Republiek Cuba

Buiten de communistische staten zijn dergelijke heldenorden niet gebruikelijk. Uitzonderingen zijn:
- Orde van de Nationale Held (Saint Lucia)
- Orde van de Nationale Held (Saint Kitts en Nevis)
- Orde van de Nationale Held (Jamaica)

## De alledaagse held
Wellicht als ironisch commentaar op het vereren van nationale helden, werden ook alledaagse hoofdpersonen in negentiende-eeuwse bellettrie vaak expliciet bij de lezer geïntroduceerd als "onze held" of "de held van ons verhaal". Het werd tot een cliché in lichtvoetig proza. De gewoonte om een hoofdpersoon, ongeacht zijn daden, een held te noemen tref je tegenwoordig vooral nog aan in stripverhalen of in recensies. Deze typen helden zijn meestal geen superwezens of mensen met uitzonderlijke kwaliteiten, maar worden bewonderd vanwege hun alledaagse herkenbaarheid. 

## De persoonlijke held
De betekenis van het woord "held" is tegenwoordig breed. Het kan (onterecht) worden aangetroffen in elke omstandigheid waarin men iemand bewondert.

## Deantiheld
Als een personage in een verhaal geen bewondering maar medelijden of zelfs afkeer verdient, spreekt men van een antiheld oftewel een vijand of schurk. Antihelden kunnen louter pechvogels zijn of mensen die onderaan de maatschappelijke ladder staan, zoals Guust Flater, Charlie Brown, het Zwerverstypetje van Charlie Chaplin. Maar een antiheld kan ook iemand zijn met uitgesproken negatieve karaktertrekken, zoals domheid (Lambik, Homer Simpson) of regelrecht boosaardig gedrag (Eric Cartman, Tony Soprano, Light Yagami).  